# Förruttnelse
Förruttnelse, septik, är mikrobiologisk nedbrytning av kvävehaltiga ämnen, främst proteiner men även fetter. Förruttnelse är på så vis en del av kvävets och kolets kretslopp i naturen. 
Förruttnelsebakterier är i första hand anaeroba, men många av dem kan även leva i närvaro av syre. Kemiskt är förruttnelseprocesserna reduktiva. De bildar kväve- och svavelhaltiga gaser, som ammoniak och svavelväte, vilka är starkt obehagliga för människans luktsinne. De kemiska reaktionerna är mycket komplicerade. De varierar också beroende på miljöfaktorer, utgångsmaterial, och sammansättningen av mikroorganismer. I princip frigörs först aminogruppens kväve i form av ammoniak, så att det uppstår en kvävefri fettsyra, exempelvis smörsyra. Den vattenlösliga ammoniaken övergår till stor del i former som på nytt kan fungera som växtnäring.  Koldioxid avskiljes genom dekarboxylering och återgår till atmosfären.
Närvaron av kolhydrater i utgångsmaterialet, liksom god tillgång på syre, minskar i regel förruttnelsens omfattning, då processen istället övergår mot jäsning eller förmultning.
Människokroppens förruttnelse, liksom övriga kemiska, fysiska och biologiska förändringar som inträffar efter döden, studeras inom rättstafonomin.  